# シング・オン・ツアー
- ユニバーサル・パークス&リゾーツ > ユニバーサル・スタジオ・ジャパン > ユニバーサル・スタジオ・ジャパンのアトラクション > シング・オン・ツアー
- SING/シング > シング・オン・ツアー

シング・オン・ツアー（英: SING ON TOUR）は、ユニバーサル・パークス&リゾーツのイルミネーション・シアターで開催されるコンサート形式のショー・アトラクションである。このショーは、イルミネーションによる2017年のアニメーション映画『SING/シング』をテーマにしている。

## 存在するパーク
- ユニバーサル・スタジオ・ジャパン
- ユニバーサル・スタジオ・北京

## 概要

### ユニバーサル・スタジオ・ジャパン
ハリウッド・エリアに2019年4月18日にオープンした。キャッチ・コピーは「ホンモノ、来日」。
オープン前日の4月17日にはオープニングセレモニーが開催され、バスター・ムーンの日本語吹替を担当した内村光良がサプライズで登場した。また、同年8月21日からは、ユニバーサル・スタジオ・ジャパンのオフィシャル・マーケティング・パートナーである株式会社ジュピターテレコム（J:COM）と株式会社ジェイコムウエストが「イルミネーション・シアター」に施設協賛することが決まった。

### ユニバーサル・スタジオ・北京
2021年9月20日にパークオープンと同時にミニオン・ランドにオープンした。

## ストーリー
舞台は「イルミネーション・シアター」。劇場の支配人バスター・ムーンが率いる世界的ミュージカル・ショー「シング・オン・ツアー」の記念すべき第1回公演が始まろうとしている。 
ゲストがロビーに入場する直前、問題が発生する。シアターのプリント基板が不調を起こし、ロジータの子供たちは練習室に乱入、アッシュはさらに大きなギター用アンプを探しに劇場を飛び出し、ジョニーは歌唱中に使用するピアノが不調を起こし、ミーナは再びあがり症に悩まされる。プリント基板の修理が完了し、メンバーの問題を把握していなかったバスター・ムーンは、ゲストを劇場へ案内してしまう。 
不穏な空気が劇場に漂う中、アッシュの出番が迫るが不在のため、ジョニーが「I'm Still Standing」を歌う。グンターとロジータによる「Shake It Off」、ミーナによる「Don't You Worry 'bout a Thing」が続き、アッシュが劇場に戻る。「Set It All Free」を歌うが、アンプが大きすぎたため、歌い終わる頃にプリント基板が壊れ、丸焦げとなってしまう。劇場は暗闇に包まれるが、ホタルイカが劇場を明るく照らす。オールキャストによる「Faith」が歌われ、記念すべき第1回公演が幕を閉じる。

## 登場人物
バスター・ムーン
声 - 内村光良
劇場の経営難に直面しているが、自身の夢を追い続け、再生に奮闘する楽天家のコアラ。劇場の支配人としてゲストを案内する。
アッシュ
恋人であるランスに浮気され、ソロでの再出発を決意するヤマアラシ。さらに大きなギター用アンプを探しに劇場を飛び出し、公演の最後に「Set It All Free」を歌う。
ジョニー
ギャング一家の息子で、厳しい父親の元でいやいやながらも強盗や窃盗の手伝いをしているゴリラ。歌唱中に使用するピアノが不調を起こすが、「I'm Still Standing」を歌いきる。
グンター
キレのあるダンスに定評があり、人前に出ることを全く気にしないシンガー兼ダンサーのブタ。ロジータと共に「Shake It Off」を歌う。
ロジータ
25匹の子ブタたちの子育てに追われる、ダンスに自信のない母親ブタ。グンターと共に「Shake It Off」を歌う。
ミーナ
天性の美声と歌唱力を持ちながら、極度のあがり症で自分に自信が持てない内気なゾウの少女。「Don't You Worry 'bout a Thing」を歌う。
ミス・クローリー
声 - 田中真弓
物忘れがひどく、右目の義眼が外れるたびにトラブルを起こす、200歳のイグアナの劇場事務員。

## 楽曲
本アトラクションでキャラクターたちが歌う楽曲は、映画『SING/シング』の終盤で仮設の野外劇場で披露された曲が使用されており、一部アレンジが加えられている。
- ジョニー: I'm Still Standing
- グンター、ロジータ: Shake It Off
- ミーナ: Don't You Worry 'bout a Thing
- アッシュ: Set It All Free
- フィナーレ: Faith

## 製作

### 企画
2017年、マーケティング・ディレクターの秋山哲らは、2019年の春に導入予定のアトラクションについて本格的に検討を始めた。当時、天皇が生前退位を表明していたことを踏まえ、導入するアトラクションは結果的に平成の次の時代（後の"令和"）を担う最初のアトラクションになると予想された。新時代を迎えるにあたり、社会の新たなニーズにふさわしいアトラクションの開発が必要だと判断され、平成を振り返ることになった。その際に出たキーワードは、「平和」「不安」「絆」の3つ。これらを踏まえて、新時代を迎えるにあたり社会に貢献すべきことを考え、新時代をより明るく夢のあるものにするために「全ての人と一緒に夢を見られるアトラクション」を開発することが決定された。この目的を達成するために、映画『SING/シング』の世界を完全再現してアトラクションにすることが決まった。
ニューヨークを拠点にブロードウェイのステージや巨大ライブを手掛けるクリエイティブディレクターのデイミアン・グレイがアトラクション開発の演出を担当。企画責任者の黒川浩延によると、本物感を再現するアニマトロニクスには、表情を再現する新技術「エモーティカル・エクスプレッション・システム」が採用されたという。

### キャッチ・コピーに込めた思い
マーケティング・ディレクターの秋山哲によると、次の時代において人々が抱える問題に対して明るい気持ちで前向きに生きていくため、また絆と夢があふれる時代にするために、アトラクションの体験価値とスタッフたちの想いを「ホンモノ、来日。」というキャッチ・コピーに込めているという。

### プロモーション
PRマネージャーの札立幸一によると、映画の世界が『ホンモノ』となったことをシンプルに伝えるため、同グループ内のユニバーサル・ピクチャーズ、フジテレビ、そしてプロジェクトの統括リーダーを務めたマーケターの富岡真理の協力を得て、アトラクションのオープン前に地上波で映画『SING/シング』を初放送したという。番組の最後には、アトラクションの開業前のリハーサル映像が放送された。オープン前のリハーサル映像を放送することは過去に例がなく、インターネットなどを通じて視聴者からの反響は非常に大きかったという。